# Ričardas Tamulis
Ričardas Tamulis (Kaunas, 22 luglio 1938 – Jonava, 22 aprile 2008) è stato un pugile lituano, che ha gareggiato per l'Unione Sovietica.

## Palmarès

### Olimpiadi
- 1 medaglia:
  - 1 argento (Tokyo 1964 nei pesi welter)

### Europei dilettanti
- 3 medaglie:
  - 3 ori (Belgrado 1961 nei pesi welter; Mosca 1963 nei pesi welter; Berlino Est 1965 nei pesi welter)